# 王琮 (南宋)
王琮（?—?），宋朝政治人物。
王琮曾于1224年接替陈奇之任华亭县知县一职，1227年由詹驌接任。知清江县（《隆庆临江府志》卷五），有政声，贾似道曾经推荐他。嘉熙年间，为江东安抚司参议（《景定建康志》卷二五）。